# Berndt Katter
Berndt Katter (né le 15 octobre 1932 à Espoo et mort le 20 juillet 2014 à Turku) est un pentathlonien finlandais. Il participe aux Jeux olympiques d'été de 1956 où il remporte une médaille de bronze en pentathlon moderne.

## Palmarès

### Jeux olympiques
- Jeux olympiques de 1956 à Melbourne,  Australie
  -  Médaille de bronze dans l'épreuve par équipe[1].